# Битка при Русчук
Битката при Русчук е сражение, което се провежда между руските войски начело с генерала от пехотата Михаил Кутузов и османската армия предвождана от Ахмед паша в рамките на така наречената Русчукско-слободзейска операция (22 юни – 23 ноември 1811 г.), част от Руско-турската война от 1806 – 1812.

## Предистория
Във връзка с повишаването на опасността от нападение от войските на Наполеон I срещу Руската империя през март 1811 царското правителство назначава за командващ Дунавската армия генерала от пехотата Михаил Кутузов с цел да спечели по-бърза победа над Османската империя, с която Русия е във война още от 1806 година. Тъй като руските сили били отслабени поради прехвърляне на войска на западната граница, то правителството на султана взима решение за активни действия срещу руските войски. Руската армия, дадена на Кутузов, наброява общо 45 000 души. Числеността на турците достига до 70 000.
Кутузов знае стратегията на противника още от предишните войни и разчита, че турците ще ограничат действията си до Долен Дунав, а главните сили ще се насочат към Среден Дунав, за да преминат и да овладеят Букурещ. Поради това той унищожава укрепленията в Силистра и Никопол и разполага своите сили в Русчук и Гюргево. Частите на Андрей Зас в Малка Влахия и на Йосиф Орурк в Белград пазят неговото дясно крило, а лявото крило се пази от отряди разположени на Долен Дунав и в Слободзея.
Бездействието на руснаците, убеждава везира за слабостите им и за това той решава да започне настъпление към Русчук, а след завладяването му да премине Дунав и да разгроми войската на Кутузов. В същото време друга турска армия на Измаил бей, събрана в София, трябва да се отправи към Видин и да нападне Малка Влахия. После двете части да се съберат и да овладеят заедно Букурещ.

## Ход на битката
Вследствие на това в началото на лятото турската войска начело с Ахмед паша с численост 60 000 души и 78 оръдия тръгват от Шумен в направление към Русчук. През нощта на 19 юни Кутузов, известен за придвижването на противника, преминава на десния бряг на Дунав и се разполага в Русчук. Войската на Кутузов, разположена в града, наброява 15 000 души със 114 оръдия. Руските войски се разполагат в 3 линии (2 линии пехота в каре и конница).
Турското командване събира голяма сила на десния фланг на руснаците с цел да отвлече руснаците от главния удар на конницата, която се стреми към левия им фланг. По-далечната цел е османската конница да навлезе в тила на руската армия. Планът е руснаците да бъдат отрязани откъм Русчук и да бъдат унищожени притиснати до самия Дунав. Планът им обаче е разкрит и атаката от десния фланг е отразена от артилерийски огън и оръжията на руските бойци. Въпреки това известната турска анатолийска конница успява да осъществи пробив на левия руски фланг. Части от нея се придвижват към Русчук, а други се опитват да обкръжат левия фланг на руската армия. Конницата, настъпваща към Русчук, е разбита при атаките на руските войски от Русчук. В същото време руската конница осъществява мощна контраатака срещу турската кавалерия на левия фланг, разгромявайки я. Отначало само конницата, но впоследствие и цялата турска армия се обръща в бягство. Руските войски губяг около 500 души, а турците около 5000.
Войските на Ахмет паша се окопават в очакване на настъплението на руските войски, но Кутузов, не желаейки да прибягва до рисковани действия се отправя към левия бряг на Дунав, като преди това взривява укрепленията при Русчук.